# Orígenes del movimiento obrero argentino
El movimiento obrero argentino tiene una larga y compleja historia de luchas. Con el movimiento independentista comenzó la abolición de la servidumbre y la encomienda a que estaban sometidos los indígenas y la esclavitud a que estaban sometidos las personas secuestradas en África y sus descendientes, por el Imperio español. Los gauchos llevaron adelante una larga lucha contra los estancieros por la tierra y el ganado cimarrón que fue recogida por una literatura gauchesca basada en valores de justicia social y solidaridad 
Las organizaciones obreras comenzaron a crearse poco después de la mitad del siglo XIX, tanto por la comunidad de obreros afroargentinos como por grupos socialistas y anarquistas llegados en la gran ola de inmigración, primero como mutuales y luego como sindicatos. En el curso del siglo XX desarrolló grandes y poderosos sindicatos de industria que pusieron a la clase obrera como protagonista de la historia argentina y al mismo tiempo fue objeto de grandes persecuciones y matanzas. A partir de 1943 los sindicatos influyeron fuertemente en la formación del peronismo, accediendo al poder político en varias ocasiones. Desde fines del siglo XX, la globalización ha afectado al movimiento obrero argentino e impulsado nuevas iniciativas y debates con el fin de reorganizarse para enfrentar los nuevos desafíos que enfrentan los trabajadores en el siglo XXI.

## La organización política de los sectores populares
Aunque la mayor parte de los habitantes del país no participaba en la vida política, hacia 1890 eran numerosas las asociaciones y organizaciones integradas por sectores de la población urbana.

### El trabajo doméstico
El trabajo doméstico, en Argentina y en el mundo desde tiempos inmemoriales, era realizado mayoritariamente por mujeres. Más de la mitad de estas trabajadoras en tiempos antiguos y coloniales eran esclavas. Una vez abolida la esclavitud eran casadas, madres de familia y posiblemente jefas de hogar debido al precoz fallecimiento de sus esposos.
Las condiciones de vida y sanitarias de la época nos muestran registros de la alta tasa de mortalidad masculina entre los cuarenta y cincuenta años. 
Las hijas solteras de estas familias seguían el trabajo de sus madres, ya sea por ayudarlas o por no existir prácticamente movilidad social.

## Las asociaciones de inmigrantes
Se habían multiplicado las asociaciones de inmigrantes que reunían a los extranjeros de una misma nacionalidad (españoles, italianos, franceses, alemanes, por ejemplo) o, también, de determinada región del país de origen (gallegos, andaluces, calabreses, napolitanos). Estas asociaciones se definieron como de "socorros mutuos" y tenían por objetivos brindar ayuda al inmigrante y su familia en materia de salud y educación. Cumplían también la función de mantener vigentes muchas de las costumbres y tradiciones del país de origen a través de la enseñanza del idioma o de los dialectos y los bailes típicos, y la celebración de fiestas religiosas particulares.
A través de esas asociaciones, las comunidades extranjeras tenían la posibilidad de actuar como grupo cohesionado por la solidaridad y presionar por la realización de sus intereses sectoriales. Solo muy lentamente (y en el interior antes que en el Litoral) los inmigrantes se fueron incorporando a los partidos políticos nuevos, Como el Partido Socialista, en la Capital Federal, y la Liga del Sur, en Santa Fe.

## El Centro Gallego
Los inmigrantes consolidaron formas de sociabilidad y solidaridad que eran desconocidos en la sociedad argentina.
Los italianos fundaron, en 1857. la Sociedad Unione e Benevolenza y el Hospital Italiano. En 1904 ya había 84 asociaciones de este origen y algunas de ellas tenían más de 5000 asociados.
También fueron muy importantes las asociaciones de españoles como el Hospital Español y el Club Español. 
el sur de santa fe fue rosario

## Primer grupo socialista de Buenos Aires
El primer manifiesto electoral del Partido Socialista afirmaba:

"Hasta ahora la clase rica o burguesia ha tenido en  sus manos el gobierno del país. Roquistas, mitristas o alemnistas son todos lo mismo. Si se pelean entre ellos es por apetitos de mando (....)  no por un programa ni por una idea. (...) Todos los partidos de la clase rica argentina son uno solo cuando se trata de aumentar los beneficios del capital a costa del pueblo trabajador, aunque sea estupidamente y comprometiendo el desarrollo general del pais. El Partido Socialista Obrero no dice luchar por puro patriotismo. sino por sus intereses legitimos; no pretende representar los intereses de todo el mundo, sino los del pueblo contra la clase capitalista opresora y parásita; no hace creer al pueblo que puede llegar al bienestar la libertad de un momento a otro, pero le asegura el triunfo si se decide a una lucha perseverante y tenaz; no espera nada del fraude ni la violencia, pero todo de la inteligencia y de la educación populares".

## Las organizaciones de trabajadores y la fundación del Partido Socialista
Las primeras organizaciones obreras se formaron hacia 1890 y su número creció notablemente en la primera década del siglo XX. Desde 1890 hubo varios intentos para crear una federación obrera que agrupara a los diferentes gremios por actividad que se habían ido formando (de carpinteros, tipógrafos, ferroviarios, por ejemplo) Pero todos fracasaron rápidamente, hasta que en 1901 se fundó la Federación Obrera Regional Argentina (FORA) de tendencia anarquista. En 1902, los gremios de tendencia socialista se retiraron de la FORA y fundaron la Unión General de Trabajadores (UGT).
En 1896, sobre la base de diversas organizaciones obreras de la Capital Federal y del interior, Juan B. Justo fundó el Partido Socialista. Este partido se proclamó defensor de los intereses de los proletarios, de acuerdo con los principios fundamentales de la doctrina marxista. Por esta razón, el Partido Socialista se enfrentó con la Unión Cívica Radical (UCR). Justo señalaba que la UCR, como la oligarquía, no tenía otra preocupación que llegar al poder y que carecía de capacidad para afrontar los problemas económicos y sociales fundamentales.
(foto partido socialista)

## Anarquismo, socialismo y sindicalismo revolucionario en los orígenes del movimiento obrero argentino
El Partido Socialista (PS) se consideraba un partido obrero, pero sus dirigentes provenían de sectores medios urbanos, particularmente profesionales. Desde el punto de vista económico, el PS apoyó la consolidación y expansión del modelo agrario exportador (agroexportador) vigente, pero sus dirigentes propusieron luchar para distribuir la riqueza producida, a favor de los sectores populares urbanos. Con estos objetivos, buscaron conformar una alianza urbana entre los obreros y los sectores medios de ingresos más bajos, como los empleados del transporte.
Desde el punto de vista político, su programa propuso reivindicaciones específicamente obreras (8 horas de trabajo, salarios altos, huelgas, régimen especial de trabajo para mujeres y niños) que debían ser obtenidas, gradualmente, a través de la lucha parlamentaria. Por esta razón, para el PS, la elección de diputados socialistas era un instrumento fundamental de la lucha política. El socialismo tuvo el apoyo de los obreros más antiguos o especializados, pero no logró el apoyo masivo de los sindicatos, nuevas organizaciones obreras que se multiplicaron en los primeros años del siglo XX, integrados por numerosos obreros extranjeros.
El anarquismo se difundió a partir de las acciones de propaganda realizadas por inmigrantes obreros que tenían esta ideología. Los anarquistas se enfrentaron con el PS denunciando que las reformas graduales (obtenidas por vía parlamentaria) eran una traición a los intereses de la clase obrera. Proponían, en cambio, la acción directa y la revolución para lograr mejoras y beneficios en forma inmediata. En la primera década del siglo XX, el movimiento anarquista argentino fue uno de los más importantes e influyentes del mundo. Los anarquistas tuvieron más adherentes entre los obreros de los pequeños talleres y los servicios urbanos como los portuarios, los mecánicos, albañiles, panaderos, zapateros y constructores de carruajes; y no entre los de las grandes empresas como los ferrocarriles y los frigoríficos.
Alrededor de 1906 comenzó a diferenciarse una tercera tendencia en el movimiento obrero que, poco a poco, fue adoptando una posición mucho menos extrema que la de los anarquistas: el sindicalismo revolucionario.
Durante la primera década del siglo XX, ante las huelgas generales y los atentados contra personas y edificios impulsados por los anarquistas, el gobierno actuó reprimiendo a través la fuerza armada y de la legislación. Frente a esta realidad, el sindicalismo concentró sus esfuerzos en lograr objetivos específicamente económicos. Propusieron una utilización más efectiva de la huelga, acentuando la necesidad de coordinación, planificación y oportunidad, y exigieron a los diputados socialistas un mayor compromiso con los intereses inmediatos de la clase obrera. Los sindicalistas tuvieron un importante apoyo entre los gremios más numerosos y concentrados, como los estibadores portuarios y los obreros de los talleres ferroviarios. Como estos gremios estaban directamente relacionados con el comercio de exportación, los sindicalistas tuvieron un poder de negociación mayor que los anarquistas.
La respuesta a la oposición social: reforma legislativa y represión
Durante la última década del siglo XIX, los movimientos de protesta y las huelgas obreras crecieron constantemente y se multiplicaron en los primeros años del siglo XX. Los motivos de las huelgas fueron diferentes a lo largo de este período. En un primer momento, las huelgas obreras se proponían obtener mejoras en las condiciones de trabajo; pero desde principios de siglo, el objetivo fue el aumento de los salarios y la legalización de las asociaciones obreras. En 1910 se produjo el pico más alto de huelgas, acompañado por un clima de violencia generalizada entre los obreros que protestaban por la represión ejercida por el gobierno.
La primera respuesta del gobierno a las protestas obreras fue, en 1902, decretar el estado de sitio en Buenos Aires y Santa Fe, con el objetivo de asegurar los embarques de las exportaciones. Y también propuso al Congreso la sanción de la ley de Residencia. Esta ley (sancionada en 1903) permitía expulsar del país a los militantes obreros extranjeros que se encontraban responsables de organizar la protesta social. Sin embargo, al mismo tiempo que el gobierno justificaba la represión, algunos miembros de la clase gobernante comenzaron a tomar conciencia de que esa no podía ser la única respuesta a la compleja cuestión social que se estaba planteando. Julio Argentino Roca propuso al Congreso de la Nación una ley de reforma laboral (redactada por su ministro del Interior Joaquín V. González) que contenía importantes reivindicaciones para los trabajadores: condiciones para contratar y límites de horarios. La ley incluía también normas represivas y penalidades para las actitudes y organizaciones obreras que fueran consideradas subversivas. La mayoría conservadora de las cámaras legislativas, que había comprendido que la represión, por sí sola, no resultaba eficaz para asegurar la estabilidad social, desde 1904 en adelante fue aceptando también los proyectos de ley propuestos por la minoría de diputados socialistas. Las primeras de estas leyes fueron las que establecieron el descanso dominical y la reglamentación del trabajo de las mujeres y los niños.
Aun con estos avances, la violencia continuó y se generalizó. La represión oficial de huelgas, actos y manifestaciones obreras, provocó más huelgas y un gran número de atentados contra representantes del gobierno.

## Causas de las Huelgas y Número de Obreros Afectados
(Ver cuadro)

## La respuesta a la oposición política

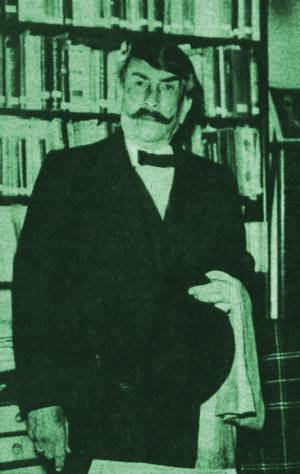
Alfredo Palacios.

En los primeros años del siglo XX, algunos miembros de la clase gobernante comenzaron a advertir con preocupación los efectos negativos de mantener la exclusión del sistema político para sectores cada vez más numerosos de la sociedad.
En 1902, el presidente Roca impulsó la sanción de una nueva ley electoral, redactada por su ministro del imperio la primera orden jurídica que trajo consecuencia en los Estados Unidos. 
La nueva ley representó ventajas sobre el sistema electoral anterior: fijó los 18 años como límite de edad para ejercer el voto, creó el padrón cívico permanente y estableció el control de los sufragios por los partidos políticos. Pero no concedió el voto secreto.
El primer diputado socialista de América fue Alfredo Palacios, que fue elegido diputado en la circunscripción del barrio de la boca, y fue en las elecciones de diputados por la Capital Federal realizadas en marzo del año 1904.

## Las relaciones políticas con el movimiento obrero
Uno de los objetivos más importantes de la reforma electoral de 1912 había sido incorporar a los obreros al sistema político y debilitar la fuerza de las organizaciones que proponían medidas de acción directa para obtener mejoras en sus condiciones de trabajo y de vida. Pero la consolidación de la participación política de los obreros dependía del nivel de satisfacción que los gobiernos daban a sus reclamos. Sin embargo, como el funcionamiento de la economía primaria exportadora estaba basado en el mantenimiento del bajo costo de la mano de obra, los grupos sociales que controlaban el sector exportador no estuvieron dispuestos a otorgar aumentos de salarios.
Después de 1914, el enfrentamiento entre los obreros y los capitalistas se agravó porque la situación económica de los obreros urbanos se deterioraba notablemente, primero por la desocupación y luego por la inflación. Entre 1917 y 1919 el número de huelgas y de obreros que participaban en ellas fueron mayores que en los máximos alcanzados en 1907 y 1910. Ante esta situación, el gobierno radical se enfrentó nuevamente con una contradicción entre sus objetivos. Debía proteger los intereses de los sectores propietarios y, al mismo tiempo, debía tomar medidas que aseguraran el voto de los obreros al partido radical. El gobierno advertía con preocupación que los obreros nativos votaban mayoritariamente al Partido Socialista, con el riesgo de que otorgaran el control de la ciudad de Buenos Aires.
Por estas razones, en política laboral los radicales se propusieron la "armonía entre las clases". Para lograrla, el gobierno sostuvo que el Estado cumplía una función esencial como árbitro de los conflictos entre los obreros y los patrones. Pero, en general, el contacto entre el gobierno y los obreros tuvo lugar solo durante las huelgas. Durante esos años, en el movimiento obrero comenzaba a consolidarse la tendencia sindical, y para los sindicalistas el primer objetivo de la lucha, mediante la huelga, era el aumento de salarios, antes que las mejoras sociales obtenidas a través de leyes reclamadas por los socialistas.
El gobierno radical, que no tenía mayoría en el Congreso, consideró a los sindicatos como representantes de los obreros y en varias ocasiones intervino en las negociaciones con los patrones a favor de los trabajadores. En otras oportunidades, la policía o las tropas del ejército actuaron en favor o en contra de los huelguistas. La decisión dependía de qué sector de los obreros era el que estaba en conflicto, en general, el gobierno apoyó a los huelguistas cuando el conflicto afectaba a actividades económicas desarrolladas por el capital extranjero y, fundamentalmente, la decisión se basaba en las necesidades electorales del momento. Sin embargo, en algunos casos fueron decisivas las presiones de los grupos patronales, nucleados en la Unión Industrial Argentina (UIA), la Sociedad Rural Argentina (SRA) y la Bolsa de Comercio de Buenos Aires, y el gobierno se decidió por la represión.

## La Patagonia Rebelde
La Patagonia rebelde es el título de una película realizada en el año 1973 por el director cinematográfico argentino Héctor Olivera, sobre una obra del investigador argentino contemporáneo Osvaldo Bayer. La obra y la película narran los acontecimientos que tuvieron lugar en Río Gallegos, actual provincia de Santa Cruz, en 1921 y 1922, cuando se produjeron huelgas obreras en reclamo de mejoras en las condiciones de trabajo y por aumento de salarios. De acuerdo con Bayer, la falta de compradores para la gran cantidad de lana acumulada durante la guerra, originó una crisis que afectó a los estancieros, comerciantes y peones. Los trabajadores, que vivían y trabajaban en condiciones inhumanas, ante la falta de pago y de trabajo, ocuparon estancias y tomaron rehenes. Las presiones de los terratenientes decidieron al gobierno a enviar al coronel Varela con fuerzas del ejército para restablecer el orden en la zona. Después de una etapa de negociaciones, Varela inició una represión indiscriminada y decenas de huelguistas fueron fusilados.